# 大屯镇 (镇赉县)
大屯镇，是中华人民共和国吉林省白城市镇赉县下辖的一个乡镇级行政单位。

## 行政区划
大屯镇下辖以下地区：
大屯村、英台村、大官村、代头村、小二龙村、东五家子村、西五家子村、东报马台村、西报马台村、茨勒营子村、前杭村、腰杭村、杭乃村、谢家岗子村和榆树岗子村。